# Tenen Holtz
Tenen Holtz (17 de fevereiro de 1877 – 1 de julho de 1971) foi um ator norte-americano nascido no Império Russo. Ele apareceu em quase seiscentos filmes entre 1926 e 1961.
Ele nasceu Alexander Elihu Tenenholtz na aldeia de Azran, perto da cidade de Rovne e foi para os Estados Unidos quando tinha apenas dez anos de idade.
Tenen nasceu na Rússia e faleceu no Condado de Los Angeles, Califórnia.